# Zinnomyia mira
Zinnomyia mira är en tvåvingeart som beskrevs av Greathead 1970. Zinnomyia mira ingår i släktet Zinnomyia och familjen svävflugor. Inga underarter finns listade i Catalogue of Life.